# Georg Adam Brunner
Georg Adam Brunner (* 6. April 1580 in Schweinfurt; † 12. August 1652 in Halle (Saale)) war Jurist sowie Hof- und Regierungsrat. Bekannt ist er für eine von ihm verfasste Geschichte des Erzstifts Magdeburg.

## Leben
Brunner wurde als sechstes Kind von Georg Brunner, Assessor am Reichskammergericht, geboren. Er besuchte in Schleusingen das Gymnasium und studierte dann in Jena, Straßburg, Paris, Orléans sowie Basel Rechtswissenschaften. In Basel promovierte er zum Doktor beider Rechte. Er bereiste Österreich und Italien und beteiligte sich als Freiwilliger am Langen Türkenkrieg. 
Im Jahr 1604 kehrte er zurück nach Deutschland und ließ sich als Rechtsanwalt in Magdeburg nieder. 1605 wurde er erzbischöflicher Offizial und 1610 dann Syndikus des Domkapitels Magdeburg. 1637 wurde er fürstlich magdeburgischer Hof- und Regierungsrat. Das Amt hatte er bis zu seinem Tod inne. Während des gesamten Dreißigjährigen Kriegs leitete er die Politik des Magdeburger Domkapitels.
1642 wohnte er in dem direkt an der Dompropstei in Magdeburg gelegenen Haus Breiter Weg 4. Brunner gehörten die Güter Mücheln und Dobis sowie Solgüter in Halle (Saale).
Er verstarb kinderlos. Der Möllenvogt Berthold Struve war mit einer Nichte Brunners verheiratet.

## Werk
Mit Schreiben vom 2./12. Januar 1643 forderte das Domkapitel Brunner als langjährigen Syndikus auf, einen Bericht zur zurückliegenden Entwicklung von Erzstift und Domkapitel zu verfassen. Innerhalb von etwa drei Wochen verfasste Brunner daraufhin die Summarische Relation des Verlaufs in Staatssachen des Erzstifts Magdeburg und Domkapitels daselbst von ao. 1608 bis 1638., die er mit einem Begleitschreiben vom 1./11. Februar 1643 an das Domkapitel übersandte.